# Podocnemis expansa
La charapa arrau (Podocnemis expansa) es una especie de tortuga de la familia Podocnemididae, una de las tres familias del suborden Pleurodira —tortugas cuello de serpiente, que protegen la cabeza bajo un lado del caparazón, sin retraerlo—. Habita en las masas de agua de las cuencas del río Amazonas y del Orinoco, donde pueden ser vistas descansando en grupos sobre troncos caídos en los ríos o playas fluviales.
Es la tortuga más grande de los pleurodiros. Son de color oscuro en su parte dorsal y amarillentas ventralmente. Poseen un engrosamiento en la parte posterior de su espaldar al que se refiere su epíteto específico.
Fue muy abundante y durante la época de reproducción se concentraban a millares en las playas e islas arenosas de los ríos, tanto que inspiraron a Julio Verne en uno de sus libros. Aunque sus poblaciones han disminuido drásticamente la UICN la considera en la categoría de preocupación menor.

## Sistemática
Pertenece al suborden Pleurodira, superfamilia Pelomedusoidea y familia Podocnemididae. Sin embargo otros autores consideran Pelomedusidae como familia y Podocnemidinae subfamilia.

## Descripción
Es la más grande de los pleurodiros. Las hembras adultas pueden llegar a pesar entre 90 y 100 kg, y medir de 70 a 90 o 100 cm de largo. Los machos son más pequeños, casi la mitad que las hembras.
Su espaldar es ancho y plano, ensanchado en la parte posterior, de tonalidades grisáceas, pardas y negras. Por la parte inferior, el plastrón es amarillo con manchas y rayas simétricas negras. En la cabeza poseen un surco negro entre los ojos que va de las narinas a la parte posterior de los ojos, con líneas amarillas a ambos lados. Los juveniles son más claros, de color beige a gris verdoso, espaldar festoneado y ribeteado en amarillo.

## Hábitat y distribución
Se encuentra en los ríos y lagunas de la cuenca del río Amazonas y del Orinoco, en el este de Colombia, sur de Venezuela, extremo sur de Guyana, noroeste de Brasil, y una pequeña parte de Ecuador, Perú y Bolivia.
Al ser tan grande le es posible habitar en los ríos caudalosos, profundos y con fuertes corrientes, como el Orinoco, Amazonas y sus afluentes principales.
Herbívora, se alimenta de vegetación, frutos, flores, pero también de una esponja de agua dulce que crece en los troncos de los árboles cuando se inundan.
Son gregarias y durante la reproducción colonizan bancos de arena en lo que se denomina «arribadas», similares a las de las tortugas marinas en las playas de la costa. Estas «invasiones» inspiraron a Julio Verne en su libro El soberbio Orinoco. 

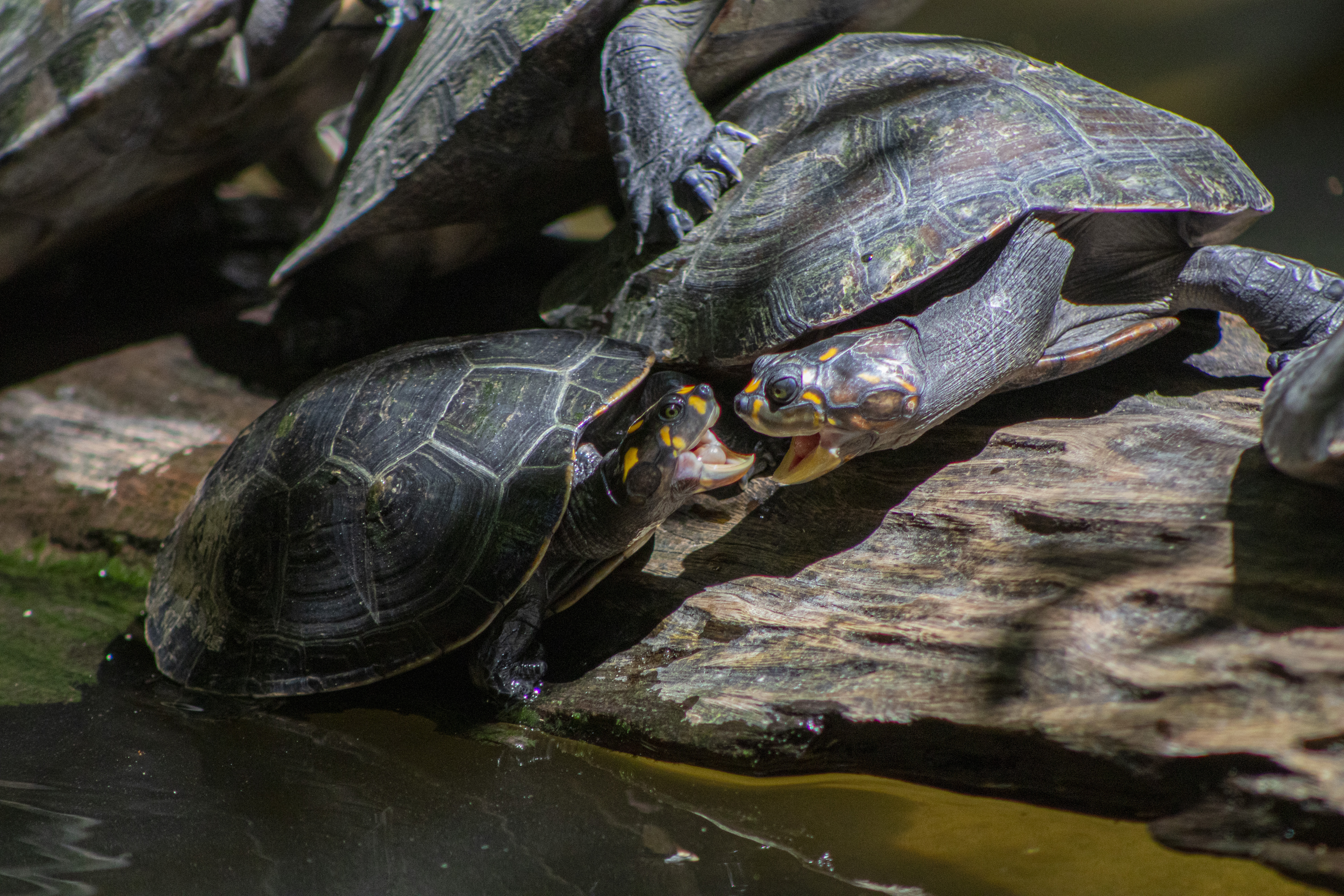
Tortugas luchando por el espacio sobre un tronco

Se reproducen durante la época seca, cuando el río ha descendido dejando al descubierto grandes bancales arenosos, donde las hembras son fecundadas por los machos. Después, las hembras se insolan durante bastante tiempo, lo que produce un cambio hormonal imprescindible para la maduración de los huevos. La hembra pone de 60 a 140 huevos alejados del agua y la incubación dura unos 45 días. Los huevos, de unos 4 cm de diámetro, son comestibles y muy apreciados, pero han sido recolectados en exceso de manera que, junto con la caza indiscriminada, puede poner en peligro a la especie. Las pequeñas tortugas eclosionan tras unos 45 días, durante la noche, con lo que evitan a los depredadores aéreos, pero no a caimanes y peces carnívoros.

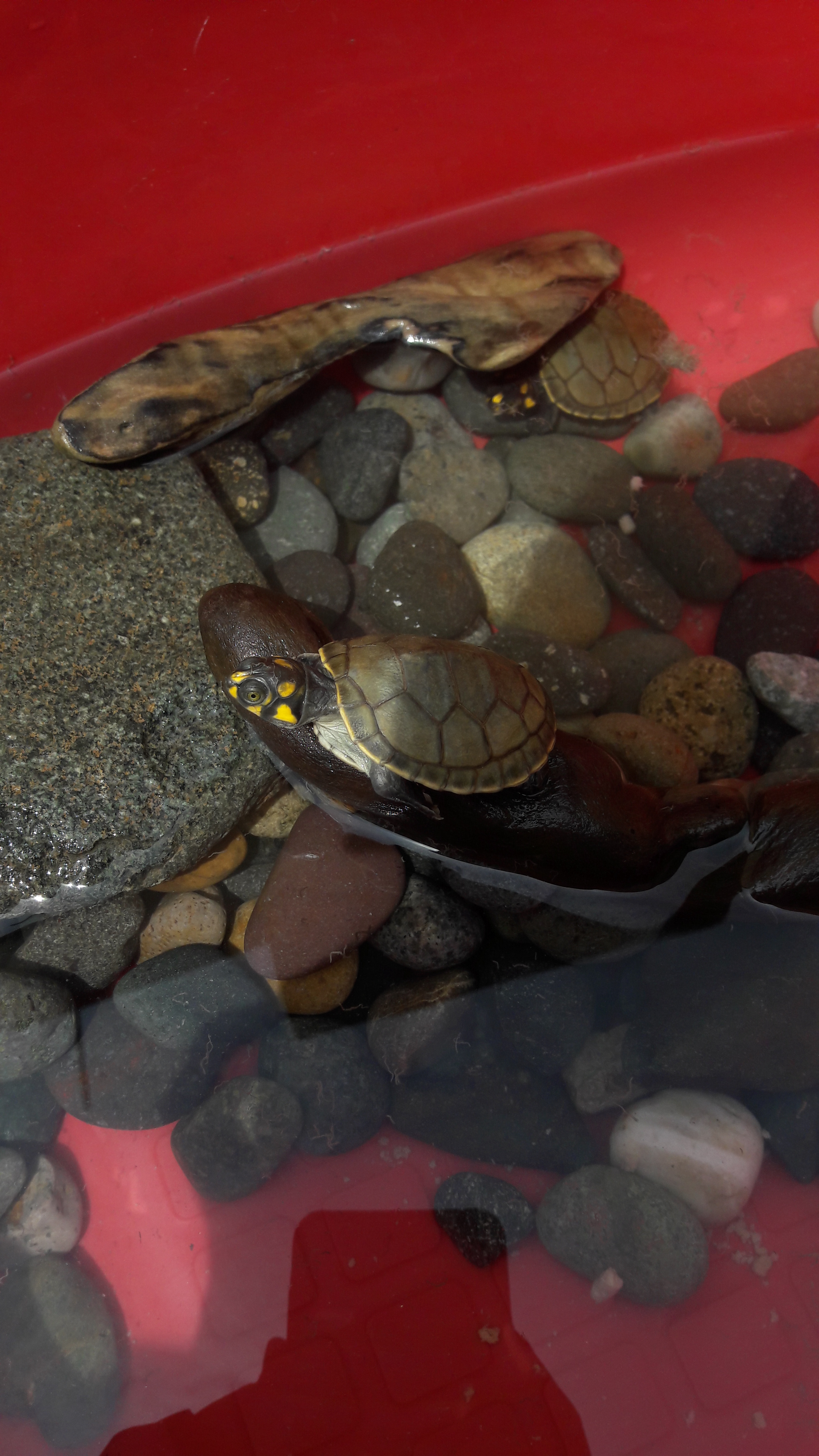

## Conservación
Humboldt en 1814 ya alertaba de la sobreexplotación a que habían sido sometidos las nidadas, incluso por las poblaciones humanas precolombinas. Esta sobreexplotación, acrecentada con la llegada de los europeos, hizo disminuir las poblaciones de centenares de miles a centenares. Los programas de conservación que protegen zonas de nidificación y ayudan a la supervivencia de juveniles, mantienen a la especie en la clasificación de «preocupación menor». Sin embargo, la pérdida de hábitat y el furtivismo hacen que las poblaciones estén en declive.